# Dasyhelea palauensis
Dasyhelea palauensis är en tvåvingeart som beskrevs av Tokunaga 1940. Dasyhelea palauensis ingår i släktet Dasyhelea och familjen svidknott. Inga underarter finns listade i Catalogue of Life.